# DIALOGUE+
DIALOGUE+ es un grupo de idols japonés que está firmado con Pony Canyon. El grupo, formado por ocho seiyūs, debutó en 2019 con el lanzamiento de su primer sencillo «Hajimete no Kakumei», cuya canción principal se utilizó como tema de apertura de la serie de anime Chōjin-Kōkōseitachi wa Isekai demo Yoyu de Ikinuku Yōdesu!. Su música también se ha utilizado en Jaku-Chara Tomozaki-kun y Hige wo Soru. Soshite Joshi Kōsei wo Hirou.

## Historia
DIALOGUE+ inició sus actividades en 2019. Está compuesto por ocho miembros: Yurina Uchiyama, Nene Hieda, Kyōka Moriya, Yūna Ogata, Ayaka Takamura, Satsuki Miyahara, Mayu Iizuka y Manatsu Murakami, quienes también participaron en el juego móvil CUE!. El primer sencillo del grupo, «Hajimete no Kakumei» (はじめてのかくめい?) fue lanzado el 23 de octubre de 2019; la canción principal, que fue escrita y compuesta por Tomoya Tabuchi, miembro de Unison Square Garden, y arreglada por Hidekazu Tanaka, se utilizó como tema de apertura de la serie de anime Chōjin-Kōkōseitachi wa Isekai demo Yoyu de Ikinuku Yōdesu!. Luego lanzaron el miniálbum Dreamy-Logue el 8 de abril de 2020. Lanzaron dos sencillos el 3 de febrero de 2021: «Jinsei Easy» (人生イージー Jinsei Ījī?)  y «Ayafuwa Asterisk» (あやふわアスタリスク Ayafuwa Asuterisuku?) , cuyas pistas principales se utilizan como temas de apertura y cierre respectivamente de la serie de anime Jaku-Chara Tomozaki-kun. También interpretaron el tema de apertura de la serie de anime Hige wo Soru. Soshite Joshi Kōsei wo Hirou. y Mamahaha no Tsurego ga Motokano datta. También interpretaron el tema final de las series de anime Gaikotsu Kishi-sama, Tadaima Isekai e Odekakechuu y Koi wa Sekai Seifuku no Ato de.
Su primer álbum, DIALOGUE+1, fue lanzado el 1 de septiembre de 2021.

## Miembros
- Yurina Uchiyama (内山 悠里菜 Uchiyama Yurina?, nacida el 28 de abril de 1998)[9]
- Nene Hieda (稗田 寧々 Hieda Nene?, nacida el 15 de enero de 1997)[2][10][11]
- Kyōka Moriya (守屋 亨香 Moriya Kyōka?, nacida el 22 de mayo de 1995)[2]
- Yūna Ogata (緒方 佑奈 Ogata Yūna?, nacida el 31 de julio de 1997)[2]
- Ayaka Takamura (鷹村 彩花 Takamura Ayaka?, nacida el 5 de febrero)[2]
- Satsuki Miyahara (宮原 颯希 Miyahara Satsuki?, nacida el 28 de octubre de 1998)[2][11]
- Mayu Iizuka (飯塚 麻結 Īzuka Mayu?, nacida el 15 de abril de 1996)[2]
- Manatsu Murakami (村上 まなつ Murakami Manatsu?, nacida el 24 de agosto)[2]

## Discografía

### Sencillos
| Título | Posición máxima de Oricon |
| --- | ------------------------- |
| «Hajimete no Kakumei!» (はじめてのかくめい?) - Fecha de lanzamiento: 23 de octubre de 2019                          | 37                        |
| «Jinsei Easy» (人生イージー Jinsei Ījī?) - Fecha de lanzamiento: 3 de febrero de 2021                               | 20                        |
| «Ayafuwa Asterisk» (あやふわアスタリスク Ayafuwa Asuterisuku?) - Fecha de lanzamiento: 3 de febrero de 2021         | 22                        |
| «Omoide Shiritori» (おもいでしりとり?) - Fecha de lanzamiento: 19 de mayo de 2021                                   | 11                        |
| «Bokura ga Oroka da Nante Dare ga Itta» (僕らが愚かだなんて誰が言った?) - Fecha de lanzamiento: 13 de abril de 2022 | 13                        |
| «Koi wa Sekai Teiri to Tomo ni» (恋は世界定理と共に?) - Fecha de lanzamiento: 15 de junio de 2022                   | 12                        |
| «Deneb to Spica» (デネブとスピカ Denebu to Supika?) - Fecha de lanzamiento: 24 de agosto de 2022                    | 11                        |

### Álbumes de estudio
| Título                                                     | Posición máxima de Oricon |
| ---------------------------------------------------------- | ------------------------- |
| DIALOGUE+1 - Fecha de lanzamiento: 1 de septiembre de 2021 | 6                         |

### Miniálbumes
| Título                                                  | Posición máxima de Oricon |
| ------------------------------------------------------- | ------------------------- |
| Dreamy-Logue - Fecha de lanzamiento: 8 de abril de 2020 | 14                        |